# Tibor Del Grosso
Tibor Del Grosso (Eelde, 27 luglio 2003) è un ciclocrossista, ciclista su strada e mountain biker olandese che corre per il team Alpecin-Deceuninck.

## Palmarès

### Cross
- 2019-2020 (Juniores)

Nacht van Woerden, Junior (Woerden)
Azencross, 5ª prova DVV Verzekeringen Trofee Junior (Loenhout)
Campionati olandesi, Junior
- 2022-2023

Campionati olandesi, Under-23
Cyclo-cross de Besançon, 5ª prova Coppa del mondo Under-23 (Besançon)
- 2023-2024

UCI World Cup Troyes (Troyes), Under-23
UCI World Cup Dublino (Dublino), Under-23
UCI World Cup Anversa (Anversa), Under-23
UCI World Cup Hoogerheide (Hoogerheide), Under-23
Campionati mondiali, Under-23
- 2025

Campionati mondiali, Under-23

#### Altri successi
- 2022-2023

Campionati mondiali, Staffetta mista (con Guus van den Eijnden, Lauren Molengraaf, Leonie Bentveld, Fem van Empel e Ryan Kamp)

### Strada
- 2021 (Juniores)

1ª tappa Ronde des Vallées (Gueltas > Gueltas)
Classifica generale Ronde des Vallées
2ª tappa, 2ª semitappa Internationale Juniorendriedaagse (Sluiskil > Sluiskil)
Campionati olandesi, Prova a cronometro Junior
Campionati olandesi, Prova in linea Junior
- 2024 (Alpecin-Deceuninck Development Team, tre vittorie)

Gran Premio New York City
Campionati olandesi, Prova in linea Under-23
Prologo Oberösterreich Rundfahrt (Linz > Linz cronometro)
- 2025 (Alpecin-Deceuninck, una vittoria)

2ª tappa Giro di Turchia (Kemer > Kalkan)

#### Altri successi
- 2021 (Juniores)

Classifica a punti Internationale Juniorendriedaagse
- 2023 (Metec-SOLARWATT p/b Mantel)

Classifica a punti Flanders Tomorrow Tour
- 2024 (Alpecin-Deceuninck Development Team)

Classifica a punti Oberösterreich Rundfahrt

### Mountain bike
- 2022

Campionati olandesi, Cross country Under-23

## Piazzamenti

### Competizioni mondiali
- Campionati del mondo di ciclocross

Dübendorf 2020 - Junior: 5º
Hoogerheide 2023 - Staffetta mista: vincitore
Hoogerheide 2023 - Under-23: 2º
Tábor 2024 - Under-23: vincitore
- Campionati del mondo su strada

Fiandre 2021 - Cronometro Junior: 16º

### Competizioni europee
- Campionati europei di ciclocross

Silvelle 2019 - Junior: 14º
Drenthe-Col du VAM 2021 - Under-23: 18º
Namur 2022 -Under-23: 6º
- Campionati europei su strada

Trento 2021 - Cronometro Junior: 33º
Trento 2021 - In linea Junior: 14º
Drenthe 2023 - In linea Under-23: 13º